# Agathe Habyarimana
Ne doit pas être confondu avec Agathe Uwilingiyimana.
Pour les articles homonymes, voir Habyarimana.
Agathe Habyarimana, née Agathe Kanziga, le 1er novembre 1942 à Gisenyi (province de l'Ouest, Rwanda), est une personnalité politique rwandaise, veuve de Juvénal Habyarimana, président de la République du Rwanda du 5 juillet 1973 au 6 avril 1994, et de ce fait Première dame du pays. Après l'assassinat de son mari, elle est exfiltrée en France mais elle est accusée par le nouveau pouvoir rwandais de complicité de génocide et poursuivie par ce pays. La France refuse de l’extrader vers le Rwanda, tout en la déboutant de sa demande d’asile.

## Biographie

### Famille
Agathe Kanziga est née le 1er novembre 1942 à Giciye dans l'ancienne province de Gisenyi, au nord-ouest du Rwanda. Sa famille descend de l’un des clans hutu du nord du Rwanda, considéré comme une haute lignée parmi les hutus, les Abahinza. Le 17 août 1963, elle épouse Juvénal Habyarimana, un militaire de carrière qui prend le pouvoir le 5 juillet 1973 par un coup d'État militaire.
Au début des années 1990, l'Akazu (« petite maison », en kinyarwanda) est un cercle politique et financier composé d'extrémistes hutu, parmi lesquels se trouve son frère aîné Protais Zigiranyirazo. Ce cercle se constitue autour d’Agathe Habyarimana,,. Elle est souvent considérée comme la véritable patronne de l'Akazu, accusation qu'elle nie.

### Exfiltration en France
Au lendemain de l'attentat du 6 avril 1994 contre son mari, les extrémistes liés à Agathe Habyarimana prennent le pouvoir, éliminent l'opposition hutu et déclenchent le génocide perpétré contre les Tutsis. 
Agathe Habyarimana contacte l’ambassade de France, pour être évacuée, craignant un assaut du Front patriotique rwandais (FPR). Selon le rapport de la Commission française d’historiens sur le rôle de la France au Rwanda, à titre d'exception, François Mitterrand accorde son exfiltration ainsi que celle de douze membres de sa famille le 9 avril 1994 vers Bangui, en Centrafrique. Après quelques mois à Paris, Agathe Habyarimana retourne en Afrique. Elle séjourne en RDC, au Kenya, puis revient en France en 1998 où elle réside toujours, sans être en situation régulière. Sa demande d'asile, déposée en janvier 2004, est rejetée par l'OFPRA le 4 janvier 2007. Après treize ans de séjour en France, son recours est rejeté, après une audience le 25 janvier 2007, le 15 février 2007 par la Commission des recours des réfugiés (CRR), qui souligne notamment son rôle présumé dans le génocide des Tutsi en 1994 (pour la CRR, il existe des raisons sérieuses de penser qu'elle aurait participé « en tant qu'instigatrice ou complice » au « crime de génocide », selon les termes de la décision) et l'a en conséquence exclue du bénéfice de la convention de Genève et de la protection subsidiaire. La CRR juge également que ses déclarations, « non crédibles, […] doivent être regardées comme traduisant sa volonté d'occulter les activités qui ont en réalité été les siennes durant la période de préparation, de planification et d'exécution du génocide ». Le 16 octobre 2009, le Conseil d'État 
rejette son pourvoi en cassation. Elle pourrait désormais être expulsée, bien que cela soit peu probable,. 
En 1998, elle s'installe définitivement à Évry-Courcouronnes dans l'Essonne, où elle vit sans statut légal. 

### Accusation de complicité de génocide
Accusée d’avoir contribué à la planification du génocide contre les Tutsis, une information judiciaire est ouverte contre Agathe Habyarimana en mai 2007 pour « complicité de génocide et de crime contre l'humanité », à la suite d'une plainte déposée par le Collectif des parties civiles pour le Rwanda,,. 
En octobre 2009, le Rwanda émet un mandat d'arrêt international pour « génocide » et « crimes contre l'humanité » à son encontre. Elle est interpellée le 2 mars 2010 en Essonne sur la base de ce mandat d'arrêt international,. La demande d'extradition est rejetée le 28 septembre 2011 par la cour d'appel de Paris,.
En mai 2011, la préfecture de l'Essonne rejette une nouvelle demande de permis de séjour en raison d'une « menace à l'ordre public » que constituerait la présence d'Agathe Habyarimana. Ce rejet est annulé par le tribunal administratif de Versailles en octobre 2011. La préfecture fait appel devant la Cour administrative d'appel mais la décision est confirmée en novembre 2012. La préfecture de l'Essonne fait alors appel devant le Conseil d'État, qui soutient la préfecture dans son refus de délivrer un permis de séjour le 4 juin 2013,. Agathe Habyarimana saisit alors la Cour européenne des droits de l'Homme en décembre 2013,.
Le 21 décembre 2018, les juges d'instruction Jean-Marc Herbaut et Nathalie Poux rendent une ordonnance de non-lieu concernant l'attentat du 6 avril 1994,, comme l'avait requis le Parquet le 10 octobre 2018  « en l’absence de charges suffisantes » . Agathe Kanziga annonce vouloir faire appel par la voix de son avocat, Philippe Meilhac,. En juillet 2020, la cour d'appel de Paris confirme la décision des juges antiterroristes qui avaient ordonné en décembre 2018 d'abandonner les poursuites contre neuf membres ou anciens membres de l'entourage du président rwandais Paul Kagamé.
En août 2021, la cour d'appel de Paris juge « irrecevable » la demande de non-lieu d’Agathe Habyarimana, soupçonnée d’être impliquée dans le génocide commis contre les Tutsis au Rwanda,.
Le 15 février 2022, la Cour de cassation valide l'ordonnance de non-lieu de 2018 et rejette ainsi les pourvois déposés par les familles de victimes de l'attentat. Le même jour, la juge d'instruction chargée de l'enquête pour « complicité de génocide et de crimes contre l'humanité » visant Agathe Habyarimana met un terme aux investigations contre elle, prélude à un possible non-lieu, aucune mise en examen n'ayant été prononcée.
En mars 2024, à l'approche des commémorations des 30 ans du génocide contre les Tutsis, le procureur de la République antiterroriste Jean-François Ricard affirme que la justice française poursuit ses investigations. Le 12 septembre 2024, le Parquet national antiterroriste français dépose un recours pour obtenir l'inculpation d'Agathe Habyarimana pour sa responsabilité dans le génocide des Tutsis au Rwanda.
Le 16 mai 2025, le tribunal judiciaire de Paris annonce sa décision, les investigations contre Agathe Habyarimana pour son rôle éventuel lors du génocide des Tutsi au Rwanda en 1994 sont terminées. Les juges ont conclu que les témoignages à charge étaient « contradictoires, incohérents, voire mensongers ».